# شيكو فراغا
شيكو فراغا (بالبرتغالية: Chico Fraga) هو لاعب كرة قدم برازيلي في مركز الدفاع، ولد في 2 أكتوبر 1954 في بورتو أليغري في البرازيل. شارك مع منتخب البرازيل لكرة القدم. أما مع النوادي، فقد لعب مع نادي إنترناسيونال ونادي برازيل دي بيلوتاس ونادي جوينفيل ونادي سامبايو كوريا ونادي ساو باولو ونادي فلومينينسي ونادي ناوتيكو.

## وصلات خارجية
- شيكو فراغا على موقع الاتحاد الدولي (مؤرشف)  (الإنجليزية)
- شيكو فراغا على موقع قاعدة بيانات كرة القدم.إي يو (الإنجليزية)
- شيكو فراغا على موقع اللجنة الأولمبية الدولية (الإنجليزية)
- شيكو فراغا على موقع أوليمبيديا (الإنجليزية)